# Bodilus kalaharicus
Bodilus kalaharicus är en skalbaggsart som beskrevs av S. Endrödi 1976. Bodilus kalaharicus ingår i släktet Bodilus och familjen Aphodiidae. Inga underarter finns listade.